# 塔基奧鎮區 (愛荷華州佩奇縣)
塔基奧鎮區（英語：Tarkio Township）是位於美國愛荷華州佩奇縣的一個行政鎮區。

## 地方資料
根據2010年美國人口普查的數據，塔基奧鎮區的面積為92.41平方千米，當中陸地面積為92.41平方千米，而水域面積為0.00平方千米。當地共有人口208人，而人口密度為每平方千米2.25人。